# 2018年亞洲運動會拳擊比賽
2018年亞洲運動會拳擊比賽為第十八屆亞洲運動會的其中一項競賽項目，共產生10面金牌；賽事於2018年8月24日至9月1日在雅加達國際展覽中心C3、C1 &和C2館舉行。

## 參賽國家和地區
總共有來自31個國家和地區的210位運動員參賽。
| - 阿富汗（4） - 不丹（7） - 中国（10） - 中华台北（6） - 东帝汶（5） - 印度（10） - 印度尼西亚（10） - 伊朗（3） - 伊拉克（4） - 日本（8） - 约旦（4） - （11） - （10） - 老挝（4） - 中国澳门（1） - 马来西亚（1） | - 蒙古（10） - 尼泊尔（8） - 巴基斯坦（8） - 菲律宾（10） - 朝鲜（8） - （3） - 韩国（10） - 斯里兰卡（6） - 叙利亚（4） - （7） - 泰国（10） - （7） - 阿拉伯联合酋长国（4） - （11） - 越南（6） |

## 獎牌統計

### 國家獎牌榜
| 排名 | 国家／地区 | 金牌 | 银牌 | 铜牌 | 總數 |
| ---- | ---------- | ---- | ---- | ---- | ---- |
| 1    |            | 5    | 2    | 0    | 7    |
| 2    | 中国       | 2    | 0    | 3    | 5    |
| 3    | 蒙古       | 1    | 1    | 0    | 2    |
| 4    | 印度       | 1    | 0    | 1    | 2    |
| 5    | 韩国       | 1    | 0    | 0    | 1    |
| 6    | 朝鲜       | 0    | 3    | 1    | 4    |
| 7    |            | 0    | 2    | 0    | 2    |
| 8    | 泰国       | 0    | 1    | 5    | 6    |
| 9    | 菲律宾     | 0    | 1    | 2    | 3    |
| 10   | 中华台北   | 0    | 0    | 2    | 2    |
| 10   | 印度尼西亚 | 0    | 0    | 2    | 2    |
| 12   | 日本       | 0    | 0    | 1    | 1    |
| 12   | 约旦       | 0    | 0    | 1    | 1    |
| 12   |            | 0    | 0    | 1    | 1    |
| 12   | 越南       | 0    | 0    | 1    | 1    |
| 總計 | 總計       | 10   | 10   | 20   | 40   |

### 項目獎牌榜

#### 男子項目
| 項目                | 金牌                                  | 银牌                              | 铜牌                                     |
| 輕蠅量級 (49公斤級) | Amit Panghal · 印度（IND）            | 哈桑博伊·杜斯马托夫 · （UZB）     | 吴中林 · 中国（CHN）                     |
| 輕蠅量級 (49公斤級) | Amit Panghal · 印度（IND）            | 哈桑博伊·杜斯马托夫 · （UZB）     | 卡洛·帕拉姆 · 菲律宾（PHI）              |
| 蠅量級 (52公斤級)   | Jasurbek Latipov · （UZB）            | Rogen Ladon · 菲律宾（PHI）       | Azat Usenaliev · （KGZ）                 |
| 蠅量級 (52公斤級)   | Jasurbek Latipov · （UZB）            | Rogen Ladon · 菲律宾（PHI）       | Yuttapong Tongdee · 泰国（THA）          |
| 雛量級 (56公斤級)   | Mirazizbek Mirzakhalilov · （UZB）    | Jo Hyo-nam · 朝鲜（PRK）          | 许柏祥 · 中国（CHN）                     |
| 雛量級 (56公斤級)   | Mirazizbek Mirzakhalilov · （UZB）    | Jo Hyo-nam · 朝鲜（PRK）          | Sunan Agung Amoragam · 印度尼西亚（INA） |
| 輕量級 (60公斤級)   | 额尔德尼巴廷·曾德巴塔尔 · 蒙古（MGL） | Shunkor Abdurasulov · （UZB）     | Rujakran Juntrong · 泰国（THA）          |
| 輕量級 (60公斤級)   | 额尔德尼巴廷·曾德巴塔尔 · 蒙古（MGL） | Shunkor Abdurasulov · （UZB）     | 山俊 · 中国（CHN）                       |
| 輕沉量級 (64公斤級) | Ikboljon Kholdarov · （UZB）          | 巴塔尔苏赫·青照日格 · 蒙古（MGL） | 成松大介 · 日本（JPN）                   |
| 輕沉量級 (64公斤級) | Ikboljon Kholdarov · （UZB）          | 巴塔尔苏赫·青照日格 · 蒙古（MGL） | Masuk Wuttichai · 泰国（THA）            |
| 次中量級 (69公斤級) | 博博-乌斯蒙·巴图罗夫 · （UZB）        | Aslanbek Shymbergenov · （KAZ）   | Zeyad Eashash · 约旦（JOR）              |
| 次中量級 (69公斤級) | 博博-乌斯蒙·巴图罗夫 · （UZB）        | Aslanbek Shymbergenov · （KAZ）   | Saylom Ardee · 泰国（THA）               |
| 中量級 (75公斤級)   | Israil Madrimov · （UZB）             | 阿比尔汗·阿曼库尔 · （KAZ）       | Vikas Krishan · 印度（IND）              |
| 中量級 (75公斤級)   | Israil Madrimov · （UZB）             | 阿比尔汗·阿曼库尔 · （KAZ）       | 尤米尔·马西亚尔 · 菲律宾（PHI）          |

#### 女子項目
| 項目              | 金牌                 | 银牌                        | 铜牌                                 |
| 蠅量級 (51公斤級) | 常园 · 中国（CHN）   | 方哲美 · 朝鲜（PRK）        | 林郁婷 · 中华台北（TPE）             |
| 蠅量級 (51公斤級) | 常园 · 中国（CHN）   | 方哲美 · 朝鲜（PRK）        | Nguyen Thi Tam · 越南（VIE）         |
| 羽量級 (57公斤級) | 尹军花 · 中国（CHN） | Jo Son-hwa · 朝鲜（PRK）    | 黃筱雯 · 中华台北（TPE）             |
| 羽量級 (57公斤級) | 尹军花 · 中国（CHN） | Jo Son-hwa · 朝鲜（PRK）    | Nilawan Techasuep · 泰国（THA）      |
| 輕量級 (60公斤級) | 吴莲枝 · 韩国（KOR） | 素达蓬·西颂迪 · 泰国（THA） | Huswatun Hasanah · 印度尼西亚（INA） |
| 輕量級 (60公斤級) | 吴莲枝 · 韩国（KOR） | 素达蓬·西颂迪 · 泰国（THA） | Choi Hye-song · 朝鲜（PRK）          |

## 外部連結
- 2018年亞洲運動會拳擊比賽